# 主爵司
主爵司，吏部官署名称。
北齐始置主爵曹，为吏部三曹之一，管理封爵之事，设主爵郎中一员，六品上。隋朝开皇六年（586年）改为主爵司，为吏部四司之一，设侍郎、员外郎各一员。大业三年（607年），正副官员改为主爵郎、主爵承务郎。唐朝武德三年（620年）恢复主爵郎中、主爵员外郎的旧名。主爵郎中从五品上，主爵员外郎从六品。龙朔二年（662年）改为司封司，正副官员改为司封大夫、司封员外郎。咸亨元年（670年），恢复主爵司的旧名。垂拱元年（685年），再改为司封司，正副官员改为司封郎中、司封员外郎。神龙元年（705年），再恢复主爵司的旧名。开元二十四年（736年），定名司封司。